# Saito
Saito (japanska: 西都市   ?, Saito-shi) är en stad i södra Japan, belägen i prefekturen Miyazaki. Saito fick stadsrättigheter den 1 november 1958.

## Demografi

### Befolkning
|                                                                     |                                                           |
| Populationsjämförelse mellan Saito och hela Japan.                  | Ålders- och populationsjämförelse mellan kvinnor och män. |
| ■ Population i Saito ■ Population i hela Japan                      | ■ Män ■ Kvinnor                                           |
| Källa: Japans departementet för inrikes statistiks folkräkning 2005 |                                                           |